# ناحیه ایکلید، شهرستان پولک، مینه سوتا
ناحیه ایکلید (به انگلیسی: Euclid Township) یک منطقهٔ مسکونی در ایالات متحده آمریکا است که در شهرستان پولک، مینه‌سوتا واقع شده‌است.
 ناحیه ایکلید ۹۲٫۱ کیلومتر مربع مساحت و ۱۴۹ نفر جمعیت دارد و ۲۶۹ متر بالاتر از سطح دریا واقع شده‌است.